# Hof van Putten (Geervliet)
Het Hof van Putten of Hof van Geervliet was een kasteel in de Nederlandse plaats Geervliet, provincie Zuid-Holland. Het kasteel diende tot 1795 als het centrum van de hoge heerlijkheid Putten. Nadat het kasteel in onbruik was geraakt, werd het rond 1830 afgebroken.

## Geschiedenis
Nicolaas I van Putten had in 1246 een versterkte hoeve in het dorp Geervliet, nabij de kerk. Nadat kasteel Puttensteyn in 1304 door de Vlamingen was verwoest, verhuisden Nicolaas III (†1311) en zijn vrouw Aleyd van Strijen (†1316) naar hun hoeve in Geervliet. De hoeve werd omgebouwd tot een kasteel, dat als Hof van Putten het nieuwe bestuurscentrum werd voor de heerlijkheid Putten. Nicolaas en Aleyd lieten de heerlijkheid en het kasteel na aan hun dochter Beatrice.
Sweder van Abcoude (†1400) erfde in 1361 de heerlijkheid en het kasteel. Hij liet het slot tussen 1361 en 1379 flink uitbreiden. In 1381 schonk hij Geervliet stadsrechten.
In 1417 werd het kasteel uitgebreid met een nieuwe vleugel. Ook vonden er renovatiewerkzaamheden plaats.

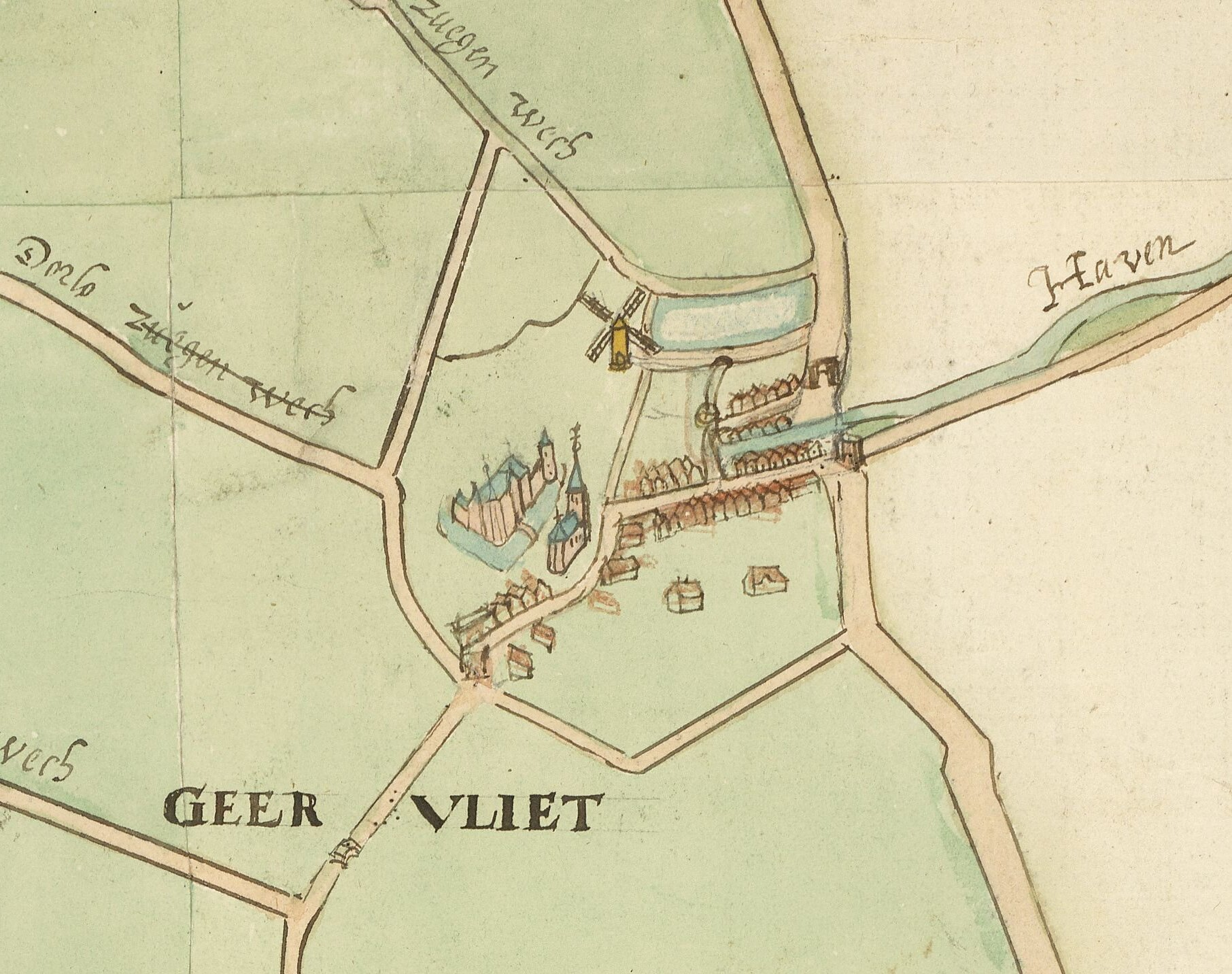
Geervliet op de kaart van Daniël Schellinxc (1617), met links van de kerk het Hof van Putten

Toen in 1459 Jacob van Gaasbeek, de toenmalige Heer van Putten, overleed zonder erfgenamen, verviel de heerlijkheid aan de graaf van Holland, Filips de Goede. Zijn zoon Karel de Stoute volgde hem als eigenaar op. De heerlijkheid werd overigens namens de landsheer bestuurd door ruwaards. Een van hen was Cornelis de Witt, die vanaf 1654 tot zijn dood in 1672 de functie vervulde.
In de 17e en 18e eeuw raakte het kasteel in verval. Het werd niet meer bewoond door de heer of diens vervanger. In 1795 kwam er een eind aan het feodale systeem en daarmee ook aan de heerlijkheid Putten en de rol van het kasteel als administratief centrum.
In 1819 werd het kasteel door het Domeinbestuur verkocht. Rond 1830 is het afgebroken. De kleurrijke betimmering van de rechtszaal van het Hof werd nog wel bewaard en overgebracht naar de raadkamer van het stadhuis van Geervliet, met onder andere de vele wapens van 17e- en 18e-eeuwse leden van de vierschaar van Putten.

## Beschrijving

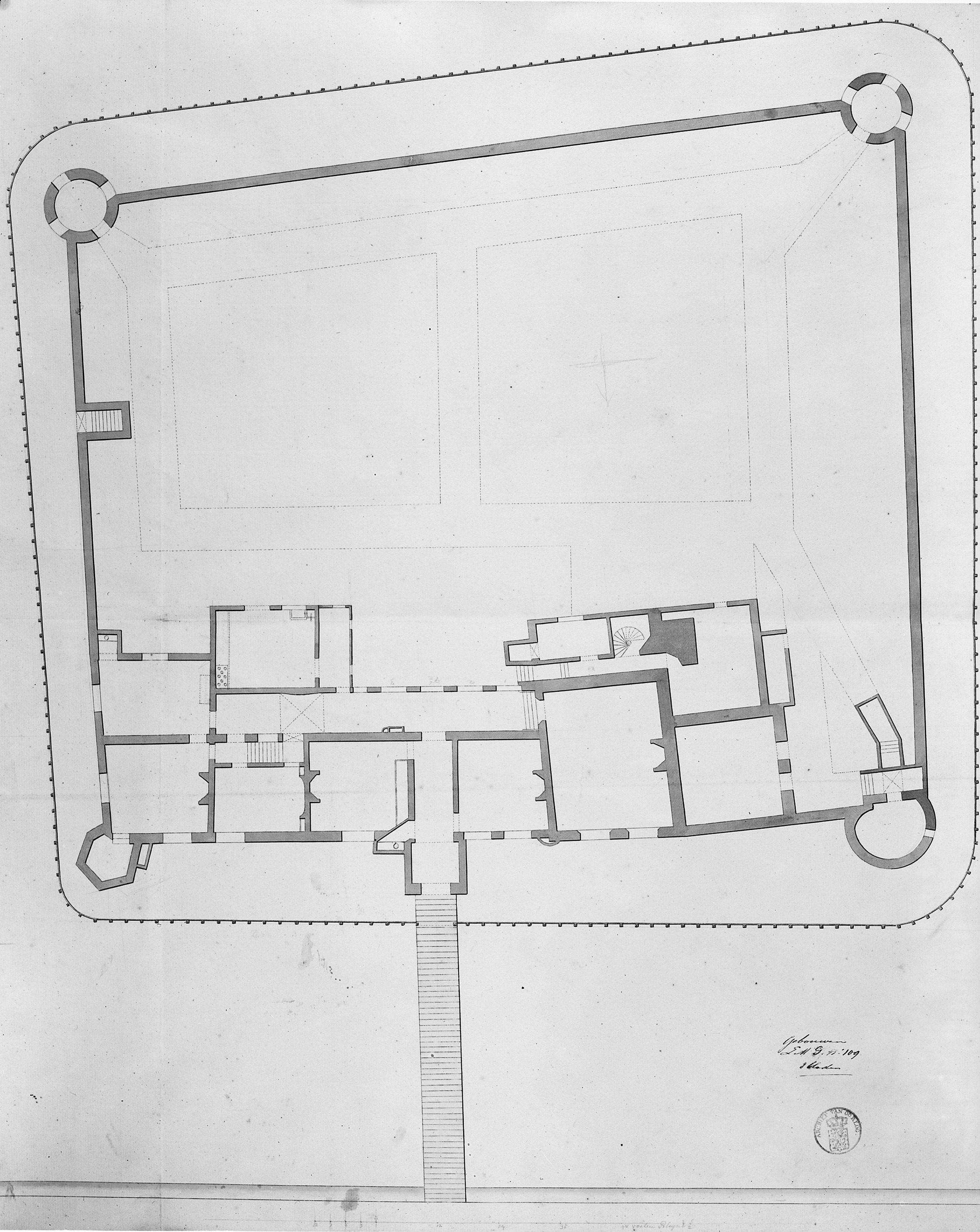
Plattegrond uit 1772

De oudste vondsten wijzen op een stenen bouwwerk uit het midden van de 13e eeuw. Toen dit gebouw begin 14e eeuw het nieuwe bestuurscentrum werd van de heerlijkheid, werd het uitgebouwd tot een kasteel dat in de loop der eeuwen steeds verder werd uitgebreid. Grote verbouwingen vonden plaats tussen 1361 en 1379 en tussen 1417 en 1421.
Het omgrachte kasteel was een vierkant van 50 bij 50 meter groot met ronde hoektorens. Drie torens hadden volgens een inventaris uit 1501 een eigen naam: Roukenburch, Lusenburch en Stinkenburch. De vierde toren was een gevangenis. Volgens 17e-eeuwse afbeeldingen stond er in de noordwesthoek van de binnenplaats een gebouw met twee topgevels. Het kasteel beschikte onder andere over een grote zaal, een kapel, een bakhuis en een rosmolen.
In de jaren 1568-1570 en 1595 vond opnieuw grote verbouwingen plaats, waaronder het verlagen van de torens.
Na een verbouwing in 1772 oogde het Hof van Putten als een typisch 18e-eeuws herenhuis, waarbij een ronde hoektoren nog herinnerde aan het middeleeuwse slot.
Abbenbroek · Abspoel · Adegeest · Slot Alkemade ·  Altena · Arkelsburg · Bellesteyn · Huis ten Berghe · Binckhorst · Binnenhof · Blijdestein · Te Blotinghe · Boekenburg · Boekhorst · Boshuysen · Bulgersteyn · Burcht (Leiden) · Burcht (Voorne) · Slot Capelle · Coebel · Cranenburg · Crayestein · Cronesteyn · Crooswijk · Develstein · 't Huys Dever · Dirks Steenhuis · Ter Does · Duivenstein · Duivenvoorde · Endegeest · Endepoel · Foreest · Giessenburg · Gravensteen · Groot Haesebroek · 's Heeraartsberg · Hof van Wateringen · Holy · Slot Honingen · Kasteel van de Heren van Arkel · Kasteel van Gouda · Keenenburg · Kasteel Keukenhof · Klein Poelgeest · Huis te Langerak · Langestein · Huis te Liesveld · Ter Lips · De Loo · Madeburcht · Marenburch · Meerburg · Huis te Merwede · Huis ter Mey · Kasteel van der Meye · Niemandsvriend · Noordeloos · Oud-Berendrecht · Oud-Poelgeest · Oud Teylingen · Paddenpoel · Persijn · Groot Poelgeest · Hof van Putten · Puttensteyn · Landgoed De Raephorst · Kasteel Ravesteyn · Kasteel van Rhoon · Rijnegom · Rijnenburg · Huis te Riviere · Rodenburg · Hofstad Rodenrijs · Rodenrijs · Rosenburgh · Huis Roucoop · Santhorst · Schelluinderberg · Schonenburg · Kasteel van Schoonhoven · Souburgh · Spangen · Starrenburg · Huis ter Specke · Steenvoorde · Stenevelt · Slot Teylingen · Den Toll · Torenvliet · Slot Valckesteyn · Huis ter Waard · Warmont · Ter Weer · Hof van Wena · Kasteel Westerbeek · Huis te Woude · Kasteel van IJsselmonde · 't Zand · Huis Zevender · Kasteel aan de Zevender · Zijlhof · Zonneveld · Huis Zuidwijk · Zwieten